# Hygroamblystegium calochroum
Hygroamblystegium calochroum là một loài Rêu trong họ Amblystegiaceae. Loài này được (Cardot) Reimers mô tả khoa học đầu tiên năm 1926.